# Die Hand Oberons
Die Hand Oberons ist der vierte von zehn Romanen im Fantasy-Zyklus Die Chroniken von Amber des US-amerikanischen Autors Roger Zelazny. Er wurde erstmals 1976 als The Hand of Oberon von Doubleday veröffentlicht. Auf Deutsch wurde der Roman unter dem Titel Die Hand Oberons publiziert, der in der Übersetzung durch Thomas Schlück 1978 bei Heyne erschien. Das Buch setzt direkt mit dem vorherigen Band Im Zeichen des Einhorns fort und beginnt mit einer Zusammenfassung des dritten Bandes.
Corwin erforscht das wahre Amber und findet die Quelle der Schwarzen Straße in dem beschädigten ursprünglichen Muster. Er erfährt, dass zur Reparatur des Schadens das Juwel des Geschicks benötigt wird, das er von Erde holen muss. Er hatte es im vorigen Teil im Komposthaufren seines damaligen Hauses versteckt.

## Handlung
Corwin, Random und Ganelon begeben sich zum Urmuster und erkennen, dass es durch einen dunklen Fleck beschädigt ist, der das Muster von der Mitte bis zu seinem Rand verdeckt. Sie sehen auch zwei Objekte in der Mitte des Musters. Während Corwin und Random diskutieren, ob es sicher wäre, durch ein beschädigtes Muster zu gehen, rennt Ganelon durch den Fleck in die Mitte und holt die Objekte – einen Dolch und eine durchbohrte Trumpf-Karte. Ein einem Greifen ähnliches lilafarbenes Tier taucht aus einer Höhle auf. Randoms Pferd rennt vor Schreck auf das Muster zu und wird einem regenbogenfarbenen Tornado verzehrt/zerrissen.
Ganelon beschreibt, wie es war, auf dem Fleck zu laufen, und bittet Random, eine kleine Menge Blut auf das Muster zu träufeln. Der Blutstropfen befleckt das Muster auf die gleiche Weise, und sie erkennen, dass der Trumpf von jemandem in der Mitte verwendet worden sein muss, um Blut auf das Muster zu gießen. Random erkennt den Trumpf als den seines Sohnes Martin. Corwin erkennt den Stil des Trumpfs als einen von Brand hergestellten.
Ganelon schlägt vor, dass Corwin die Trümpfe benutzt, um Benedict zu kontaktieren, der sie zu den Hängen des Berges Kolvir transportiert. Random und Benedict, die Martin kannten und mochten, machten sich auf den Weg durch die Schatten, um ihn zu finden oder, wenn nötig, seinen Tod zu rächen. Corwin kehrt nach Amber zurück, um Randoms Frau Vialle mitzuteilen, dass Random für eine Weile weg sein wird. Als er mit ihr darüber spricht, erkennt er, dass er den Thron nicht mehr will – aber er liebt Amber immer noch und möchte den Schaden reparieren, obwohl er sich nicht mehr sicher ist, ob es seine Schuld ist.
Corwin steigt dann in die Tiefen des Schlosses hinab, um seine ehemalige Zelle in den Kerkern zu finden. Auf dem Weg zu seiner Zelle trifft Corwin Roger Zelazny, der in seinem eigenen Buch auftaucht. Der Autor beschreibt sich selbst als „...ausgemergelt wirkende Gestalt...“. In seinem Dialog mit Corwin erklärt Roger, dass er „...eine philosophische Liebesgeschichte, durchdrungen von Elementen des Horrors und der Morbidität...“ schreibt. 
In seiner ehemaligen Zelle benutzt Corwin den Trumpf, den Dworkin an die Wand gezeichnet hat, um sich in die Kammern des verrückten Zauberers zu projizieren. Dworkin geht fälschlicherweise davon aus, dass Corwin Oberon ist (Corwin gab sich durch einen Zauber dessen Aussehen), und offenbart ihm auf vage metaphorische Weise, dass er, Dworkin, Oberons Vater ist (und dass die Mutter das Einhorn war) und dass er das Muster mit dem Juwel des Geschicks gezeichnet hat. Dworkin beschreibt dann, wie der Schaden am Muster behoben werden könnte, wenn Dworkin sich selbst zerstört, das Muster löscht und Oberon erlaubt, ein neues zu zeichnen.
Dworkin bringt Corwin vorbei an dem violetten Greif zum Urmuster. Dworkin erkennt dann, wer Corwin ist, und erklärt, dass es eine Möglichkeit gibt, das Muster mit dem Juwel des Geschicks zu reparieren, obwohl dies schwieriger und wahrscheinlich tödlich für die Person wäre, die es versucht. Dworkin verliert dann die Kontrolle über seinen Wahnsinn, verwandelt sich in eine monströse Bestie und verfolgt Corwin zurück in seine Gemächer. Corwin entkommt über einen Trumpf, den er dort findet.
Er findet sich in den Höfen des Chaos wieder, einer großen Burg, die über den Abyss hinausblickt, ein wirbelndes schwarzes Loch, unter einem halbfarbig-gestreiften, halbschwarz-wirbelnden Himmel. Corwin erinnert sich, dass er als Kind von Oberon hierher gebracht wurde, um zu sehen, dass dies tatsächlich die wahre Quelle aller Schöpfung ist, nicht Amber. Ein seltsamer, blasser Reiter greift Corwin an, wird aber von ihm erschlagen. Ein vertraut erscheinender Mann nähert sich danach, verschont Corwin jedoch, nachdem er ihn an seiner Klinge „Grayswandir“ erkannt hat.
Corwin kontaktiert Gérard per Trumpf und erfährt, dass er aufgrund des Zeitunterschieds zwischen Amber und dem Chaos seit acht Tagen vermisst wird. Corwin bringt den durchbohrten Trumpf von Martin zu Brand, der zugibt, Martin mit dem Messer verletzt zu haben. Mithilfe von Martins Blut wollte er das Muster beschädigen, um Oberon zu stürzen. Er versucht Corwin zu überreden, den Trumpf zu benutzen, um Bleys und Fiona zu töten. Er bittet das Juwel, ihm zu helfen, sie zurückzuhalten, aber Corwin ist nicht überzeugt.
Ganelon hat sich in der Bibliothek inzwischen einen Satz Karten genommen. Benedict trägt jetzt den metallischen Arm von Tir-na Nog'th.
Gérard kommt über Trumpf an. Brand ist verschwunden und sein Zimmer ist voller Blut. Gérard ist davon überzeugt, dass Corwin Brand erledigt hat, und beginnt, gegen Corwin zu kämpfen. Ganelon stoppt Gérards Schlag und schlägt ihn mit mehreren Hieben bewusstlos, was Corwin Zeit zur Flucht gibt.
Corwin flieht in den Wald von Arden in der Hoffnung, das Juwel von der Erde zu bergen. Ein Mantikor folgt ihm. Julian und seine Bluthunde retten Corwin und töten den Mantikor. Julian erklärt, dass das Eric-Julian-Caine-Triumvirat nur entstanden ist, um sich Brands Kabalen zu widersetzen und den Thron zu besteigen, um Bleys daran zu hindern, ihn zu beanspruchen. Als Corwin mit Bleys ankam, nahmen sie an, dass er sich den Kabalen angeschlossen hatte. Erst mach Corwins Gefangennahme erkannten sie, dass Corwin zu keiner der Parteien gehörte und in guter Absicht handelte.
Als Eric den Thron bestieg, schlug Julian vor, Corwin zu blenden, anstatt ihn zu töten. Julian erzählt Corwin, wie Brand seltsame Kräfte erlangt hat, einschließlich der Tatsache, dass er ein „lebender Trumpf“ geworden ist, der in der Lage ist, sich selbst ohne Karten oder andere Objekte durch Schatten zu teleportieren.
Corwin geht zur Erde und sinniert über seinen neu entdeckten Respekt für Julian nach. Er kommt an und stellt fest, dass der Komposthaufen, in dem er das Juwel des Geschicks versteckt hat, verschwunden ist. Mit der Hilfe von Bill Roth spürt er den Haufen auf, aber das Juwel wurde von einem rothaarigen Künstler entwendet.
Corwin kontaktiert Amber und lässt Wachen auf den Mustern in Amber und Rebma postieren, in der Hoffnung, Brand daran zu hindern, sie zu benutzen, um sich auf das Juwel einzustimmen. Fiona kontaktiert ihn über Trumpf und projiziert sich auf die Erde. Dann führt sie Corwin zum Urmuster, indem sie eine Abkürzung durch einen Sternentunnel nimmt. Sie erklärt, dass sie und Bleys Brand eingesperrt hatten. Sie erkannten, dass Brand beschlossen hatte, das Muster zu zerstören und ein neues zu erschaffen, womit ein neues Multiversum nach seinen Vorstellungen entstanden wäre. Sie hielten ihn am Leben, weil sie glaubten, er könnte bei der Reparatur des Schadens hilfreich sein. Fiona erklärt auch, dass Brand versucht hatte, Corwin auf der Erde zu töten, weil er in Tir-na Nog'th eine Vision hatte, in der Corwin ihn besiegte. Fiona bestätigt, dass Bleys den Sturz von der Klippe überlebt hat.
Sie kommen an und finden Brand bereits auf dem Urmuster vor. Corwin folgt ihm in der Hoffnung, Brand zu töten, während er abgelenkt ist, aber er erkennt, dass das Töten von Brand das Muster weiter beschädigen würde. Stattdessen kommt er nahe genug, um Einfluss aus dem Juwel zu erhalten. Er beschwört einen Tornado, in der Hoffnung Brand zu töten. Fiona versichert Corwin, dass Brand überlebt hat.
Corwin lässt Fiona zurück, um das Urmuster zu bewachen, und geht zu seiner leeren Grabstätte, um Random und Martin zu treffen, die gerade angekommen sind. Martin erzählt Corwin, wie er von Brand angegriffen wurde und wie er Dara im Schatten getroffen hat. Ganelon kontaktiert Corwin, um ihm mitzuteilen, dass Tir-na Nog'th heute Abend erscheinen wird, zusammen mit seiner Version des Musters. Mit der Überlegung, dass Brand versuchen wird, sich dort einzustimmen, bittet Ganelon Benedict, das Muster in Amber zu durchlaufen. Dadurch kann Benedict in Tir-na Nog'th erscheinen. Aus diesem Grund soll Corwin bei dem Versuch, Brand in Tir-na Nog'th aufzuhalten, ständigen Kontakt mit Benedict halten. Sollte die Situation sich zu Ungunsten der drei entwickeln, kann Corwin Benedict nach Amber teleportieren.
Corwin reitet auf die Spitze von Kolvir und kontaktiert Benedict über den Trumpf. Tir-na Nog'th erscheint und Benedict teleportiert sich dorthin. Brand erscheint kurz darauf und versucht, Benedict davon zu überzeugen, ihm zu erlauben, das Muster neu zu erstellen. Benedict weigert sich und Brand, der teilweise auf das Juwel eingestimmt ist, benutzt es, um Benedict an Ort und Stelle einzufrieren. Weder Corwin noch Benedict können Brand jetzt daran hindern, Tir-na Nog'ths Muster zu folgen und sich vollständig auf das Juwel einzustimmen, aber der mechanische Arm bewegt sich von selbst, schnappt sich das Juwel und würgt Brand mit der Kette, an der das Juwel hängt. Brand teleportiert sich weg und die Kette reißt.
Corwin und Benedict entscheiden, dass es ein zu unwahrscheinlicher Zufall ist, dass der Arm die richtige Waffe am richtigen Ort zur richtigen Zeit ist, und daher muss es von einer leitenden Kraft arrangiert worden sein – Oberon. Gemeinsam probieren sie Oberons Trumpf aus und stellen fest, dass der Kontakt leicht fällt. Sie werden von einem grinsenden Ganelon begrüßt.

## Ausgaben
- The Hand of Oberon. Doubleday, 1976, ISBN 0-385-08541-9.
  - Die Hand Oberons. Heyne, 1978, ISBN 3-453-30500-0.